# Commission du commerce international
La Commission du commerce international (INTA) est l'une des commissions du Parlement européen, chargée des questions liées à la politique commerciale commune de l'Union et des relations économiques extérieures. 

## Missions
La commission est responsable des questions relatives concernant :
- les relations financières, économiques et commerciales avec les pays tiers, les organisations régionales ou encore les organisations internationales ;
- le tarif extérieur commun, les échanges avec les pays tiers ou encore la gestion de l'union douanière de l'Union ;
- le suivi des accords commerciaux concernant les relations économiques, commerciales et d'investissement ;
- le travail d'harmonisation à l'échelle de l'Union et de normalisation avec le droit commercial international ;

- les relations entre l'Organisation mondiale du commerce et l'Union européenne ;
- la collaboration avec les délégations interparlementaires du Parlement européen.

Depuis le Traité de Lisbonne, le Traité sur le fonctionnement de l'Union européenne impose l'approbation du Parlement pour que le Conseil de l'Union européenne puisse conclure certains types d'accords, comme les accords de libre-échange,.

## Membres

### 2009-2014
Membres-clés
| Nom                  | Position au sein de la commission | Pays        | Groupe politique |
| -------------------- | --------------------------------- | ----------- | ---------------- |
| Vital Moreira        | Président                         | Portugal    | S&D              |
| Cristiana Muscardini | Vice-présidente                   | Italie      | PPE              |
| Robert Sturdy        | Vice-président                    | Royaume-Uni | CRE              |
| Paweł Zalewski       | Vice-président                    | Pologne     | PPE              |
| Yannick Jadot        | Vice-président                    | France      | Verts/ALE        |

### 2019-2024
Membres-clés
| Nom                          | Position au sein de la commission | Pays               | Groupe politique |
| ---------------------------- | --------------------------------- | ------------------ | ---------------- |
| Bernd Lange                  | Président                         | Allemagne          | S&D              |
| Jan Zahradil                 | Vice-président                    | République tchèque | CRE              |
| Iuliu Winkler                | Vice-président                    | Roumanie           | PPE              |
| Ánna-Michelle Assimakopoúlou | Vice-présidente                   | Grèce              | PPE              |
| Marie-Pierre Vedrenne        | Vice-présidente                   | France             | RE               |